# یان کولمانس
یان کولمانس (به انگلیسی: Jan Ceulemans) -متولد سال ۱۹۵۷- بازیکن فوتبال اهل بلژیک و عضو تیم ملی فوتبال بلژیک است که در تاریخ ۲۶ مارس ۱۹۷۷ میلادی اولین بازی ملی‌اش را مقابل تیم ملی فوتبال هلند انجام داد. او ستاره تیم ملی بلژیک به رهبری گای تیس در سراسر دهه ۸۰ میلادی بود و در تمامی این سالها پیراهن شماره ۱۱ را بر تن کرد. وی در ۹۶ بازی ملی حضور داشت و جمعاً ۸۲۵۶ دقیقه برای تیم ملی فوتبال بلژیک به میدان رفت. یان کولمانس آخرین بازی ملی خود را در تاریخ ۲۷ فوریه ۱۹۹۱ میلادی در برابر تیم ملی فوتبال لوکزامبورگ انجام داد. این هافبک مهاجم کلاسیک عضو اف. ث بروژ در بازی‌های ملی‌اش ۲۲ گل به ثمر رساند.

##### رسیدن به فینال یورو ۸۰
یان کولمانس ۲۳ ساله با تیم ملی بلژیک در رقابت‌های جام ملت‌های اروپا ۱۹۸۰ به مرحله فینال رسید و مهره فیکس این تیم بود. در بازی نهایی بلژیک مقابل آلمان غربی مغلوب شد و به عنوان نایب قهرمانی اروپا قناعت کرد. وی در بازی‌های گروهی این رقابت‌ها با بازکردن دروازه ری کلمنس گل تساوی بلژیک مقابل انگلیس را به ثمر رساند که نخستین گل ملی با ارزش وی بود.

##### جام جهانی ۱۹۸۲
بلژیک با حضور یان کولمانس به عنوان مهره اصلی بر آرژانتین مدافع عنوان قهرمانی و تیم ضعیف‌ال سالوادور فائق آمد. با بازی خوب کولمانس مقابل مجارستان و کسب یک تساوی از این تیم، بلژیک به مرحله دوم بازی‌ها راه یافت اما با قبول شکست مقابل لهستان و شوروی از حضور در نیمه نهایی بازماند.

##### یورو ۱۹۸۴
در مسابقات خاطره انگیز جام ملت‌های اروپا ۱۹۸۴ یان کولمانس برای نخستین بار در یک تورنمنت رسمی مهم به عنوان کاپیتان تیم ملی کشورش برگزیده شد. تیم بلژیک در دیدار نخست خود ۲ بر صفر یوگسلاوی را شکست داد اما با شکست ۵ بر صفر مقابل یاران میشل پلاتینی تنها در صورت پیروزی بر دانمارک می‌توانست راهی مرحله بعد شود. در دیدار حساس بلژیک با دانمارک کولمانس گل نخست بازی را وارد دروازه حریف کرد اما این بازی در نهایت با گل دقیقه ۸۴ پربن الکیائر لارسن با حساب ۳ بر ۲ به نفع دانمارک به پایان رسید و بلژیک از حضور در مرحله نیمه نهایی بازماند.

##### جام جهانی ۱۹۸۶
اوج درخشش یان کولمانس به عنوان بازیکن و کاپیتان تیم ملی بلژیک در سن ۲۹ سالگی در جریان بازی‌های جام جهانی مکزیک اتفاق افتاد. وی در بازی معروف بلژیک مقابل شوروی (۴–۳) موفق به گشودن دروازه رینات داسایف شد. در بازی مرحله یک چهارم نهایی مقابل اسپانیا دروازه آندونی زوبی زارتا را نیز باز کرد اما گل دیرهنگام اسپانیا بازی را به وقت‌های اضافه و ضربات پنالتی برد. بلژیک در ضربات پنالتی از سد اسپانیا گذشت و برای نخستین بار به مرحله نیمه نهایی جام جهانی پای گذاشت. بلژیک در این مرحله با قبول شکست مقابل فوق ستاره آرژانتینی دیگو مارادونا و یارانش به دیدار رده‌بندی رفت و به عنوان چهارم جام قناعت کرد. وی در جام جهانی مکزیک ۳ گل به ثمر رساند و دو پاس گل برای هم تیمی‌هایش فراهم کرد و از چهره‌های برتر و بیاد ماندنی جام جهانی بود.

##### جام جهانی ۱۹۹۰
یان کولمانس، آخرین جام جهانی خود را در سن ۳۳ سالگی با بازوبند کاپیتانی تیم ملی بلژیک تجربه کرد، وی در پیروزی ۳ بر یک بلژیک مقابل اروگوئه در مرحله گروهی موفق به بازکردن دروازه حریف شد. یاران وی پس از صعود از مرحله گروهی بیکباره مقابل تیم آماده انگلیس و تک گل دقیقه ۱۲۰ این تیم مجبور به خداحافظی زودهنگام با جام شدند. این آخرین بازی کولمانس در جام‌های جهانی بود.